# Fire (romanzo Kristin Cashore)
Fire è il secondo libro pubblicato dalla scrittrice statunitense Kristin Cashore pubblicato nel 2009. È preceduto da Graceling. Narra le vicende di trent'anni prima dell'epoca in cui si è svolto il racconto di Graceling.
Il libro è stato tradotto in catalano, francese, tedesco, ungherese e numerose altre lingue.

## Trama
Narra delle sorti della Valle, un regno popolato da uomini e mostri, animali molto aggressivi e dai colori incredibili (rapaci verdi o gatti dorati).
Fire è una ragazza-mostro bellissima, l'unica della Valle, è dotata di poteri mentali straordinari: riesce a infondere nelle persone il desiderio di compiere un'azione anche contro la loro volontà. Figlia di un mostro crudele decide di non avere figli per non far esistere altri mostri-umani in grado di manipolare le menti, questo non le impedisce però di innamorarsi e di usare il suo potere per aiutare quelle persone cui vuole bene. Un libro ricco di colpi di scena, romantico e riflessivo.

## Edizioni in italiano
- Kristin Cashore, Fire, traduzione di Claudia Resta, Novara: De Agostini, 2010
- Kristin Cashore, Graceling: la serie completa: Graceling, Fire, Bitterblue, Milano: DeA Planeta Libri, 2021